# Cavalo-lavradeiro
Cavalo-lavradeiro ou cavalo-lavrador é um cavalo feral que habita os lavrados do estado de Roraima, no norte do Brasil. É considerado um dos principais símbolos do estado e constitui uma das últimas populações de cavalos selvagens do mundo, estando hoje em perigo de extinção. 
A raça, que descende de cavalos europeus que chegaram através dos portugueses no século XVIII, adquiriu após séculos de seleção natural características morfológicas e genéticas que proporcionam alta resistência a doenças e parasitas comuns da região. 
Em 1997 a Embrapa de Roraima iniciou um plantel de cavalos-lavradeiros para estudo e preservação da raça que persiste até hoje.
As características marcantes desses cavalos são a resistência e velocidade. Podem manter velocidade média de 60 quilômetros por hora durante 30 minutos.
Em se tratando de espécie, os lavradeiros são o que se chama de cavalo selvagem ou cavalos que, embora tenham sua origem em animais domésticos, foram reintroduzidos à natureza e tiveram que se adaptar. No caso dos lavradeiros, a adaptação à vida selvagem foi bem sucedida.
Mesmo sendo a região do lavrado roraimense de vegetação pouco nutritiva, os animais se livraram de seus genes desfavoráveis através da evolução natural para viabilizar sua sobrevivência, também evoluindo.
Os lavradeiros vieram da Europa há cerca de 200 anos no período da colonização do Brasil e, ao que se sabe, são descendentes de raças como garrano e andaluz. Os animais escaparam de seus donos e voltaram à natureza.
Há ainda uma participação considerável do puro-sangue inglês na formação da raça, já que Roraima faz divisa com a Guiana, antiga Guiana Inglesa, então colônia da Inglaterra, justificando o contato.